# 섀도 하우스
《섀도 하우스》(일본어: シャドーハウス)는 만화작가 Somato(일본어: ソウマトウ)에 의해서 연재되는 일본의 만화이다. 《주간 영 점프》(週刊ヤングジャンプ)에서 2018년 40호부터 연재중이고「となりのヤングジャンプ」와 어플 「ヤンジャン！」에서 컬러판이 동시에 연재되며, 한국에서는,「Naverbooks」에서 동시 연재중이다.

## 줄거리
웅장하고 어두운 저택에서 그림자 집의 주민들은 주인이 내뿜는 그을음을 끝없이 청소하는 살아있는 인형 파트너들과 함께 산다. 젊고 명랑한 살아있는 인형인 에밀리코는 그녀의 정부 케이트를 섬기기 시작한 것을 기뻐한다. 두 사람이 점점 가까워지고, 의회 내의 다양한 사건들에 서서히 노출되면서, 그들은 많은 어두운 비밀들을 발견하기 시작한다.

## 등장인물

### 주요인물
에밀리코 (エミリコ)
성우 - 시노하라 유
소속 - 로즈마리 반 → 에밀리코 반의 반장 / 동기 - 루, 숀, 럼, 리키
본작의 주인공으로, 케이트를 섬기고 있는 살아있는 인형이다. 머리는 금발이며 헤어스타일은 투사이드 업이다.
케이트 (ケイト)
성우 - 키토우 아카리
검댕량 - 많음 / 동기 - 루, 숀, 럼, 리키
본작의 또 다른 주인공으로, 에밀리코의 주인인 섀도이다. 부정적인 생각을 하거나 스트레스를 받으면 머리 위로 검댕이 올라온다. 헤어스타일은 에밀리코와 같이 투사이드 업이다.